# Toudou
Toudou är en ort i Burkina Faso.   Den ligger i provinsen Bazega Province och regionen Centre-Sud, i den centrala delen av landet, 60 km söder om huvudstaden Ouagadougou. Toudou ligger 321 meter över havet och antalet invånare är 1 300.
Terrängen runt Toudou är platt, och sluttar söderut. Närmaste större samhälle är Tuili, 14,8 km nordväst om Toudou.
Omgivningarna runt Toudou är en mosaik av jordbruksmark och naturlig växtlighet. Runt Toudou är det ganska tätbefolkat, med 62 invånare per kvadratkilometer.